# Column South
Column South (Brasil: Jornada Sangrenta / Portugal: Onde Impera a Traição) é um filme estadunidense de 1953 do gênero faroeste, dirigido por Frederick de Cordova e estrelado por Audie Murphy e Joan Evans.
No elenco, Dennis Weaver, que ficaria famoso como "Chester", o ajudante manco do Delegado Federal Matt Dillon na longeva série de TV Gunsmoke, e Bob Steele, um dos grandes nomes dos faroestes B das décadas de 1930 e 1940.

## Sinopse
Estamos às vésperas da Guerra de Secessão, no Forte Union, território do Novo México. O tenente da União Jed Sayre, simpático à causa dos Navajos, luta para manter a paz entre brancos e índios. Mas o novo comandante, Capitão Lee Whitlock, pai da bela Marcy, acha que índio bom é índio morto. Escaramuças de ambos os lados sucedem-se num crescendo, com o renegado Menguito à frente dos nativos. As hostilidades são incentivadas pelo General Storey, cujo fim é fazer com que os soldados desertem em favor dos confederados.

## Elenco
| Ator/Atriz      | Personagem           |
| --------------- | -------------------- |
| Audie Murphy    | Tenente Jed Sayre    |
| Joan Evans      | Marcy Whitlock       |
| Robert Sterling | Capitão Lee Whitlock |
| Ray Collins     | General Storey       |
| Dennis Weaver   | Menguito             |
| Gregg Palmer    | Tenente Ben Chalmers |
| Russell Johnson | Biddle               |
| Jack Kelly      | Vaness               |
| Bob Steele      | Sargento McAfee      |
| James Best      | Primrose             |